# 早鞆 (給油艦)
早鞆（はやとも）は、大日本帝国海軍の特務艦で、隠戸型給油艦の2番艦。艦名は関門海峡の最も狭い「早鞆瀬戸」にちなんで名づけられた。

## 艦歴
大正12年度艦艇補充計画により、呉海軍工廠で1924年（大正13年）5月18日に竣工し、佐世保鎮守府籍となる。竣工後は北アメリカ方面からの石油輸送に従事するが、就役後間もない6月11日、サンフランシスコに向かう途中で主機械が破損する事故が起き、佐世保に引き返す事態となった。1925年（大正14年）4月16日には、サンフランシスコ出港の際、桟橋のボラードを破損する事故を起こし、損害賠償として85ドルを支払った。1928年（昭和3年）2月4日にも、関門海峡で帆船を避けようとして座礁する事故を起こしている。
1941年（昭和16年）10月31日付で第三艦隊（高橋伊望中将・海軍兵学校36期）付属となり、菲島（比島）部隊第四急襲隊（久保九次少将・海兵38期）に編入されてパラオに進出し、来るべきフィリピン攻略戦に備えた。12月8日の太平洋戦争開戦後、菲島部隊の諸艦艇に対する補給に従事。レガスピ攻略戦では護衛隊に随行し、次いでラモン湾に進出する。12月14日に爆撃を受けて至近弾により損傷するも、作戦が順調に推移したので12月28日にはレガスピを出港して佐世保に向かい、1942年（昭和17年）1月16日に佐世保に帰投した。修理後は蘭印作戦、西部ニューギニア攻略戦に従事。8月23日、アンボン沖でアメリカ潜水艦スキップジャック (USS Skipjack, SS-184) の攻撃を受けて損傷する。応急修理の後、11月11日に昭南 （シンガポール）セレター軍港に入港して本格的な修理が行われる。修理を終えて1943年（昭和18年）9月13日に昭南を出港後、パレンバンおよびバリクパパンとマニラ間の石油輸送に従事する。しかし、マニラからの帰途の10月9日、北緯05度09分 東経119度18分 / 北緯5.150度 東経119.300度の地点を航行中にアメリカ潜水艦キングフィッシュ (USS Kingfish, SS-234) の雷撃により損傷。タラカンで応急修理の後、バリクパパンを経て1944年（昭和19年）1月8日にセレター軍港に到着。修理が行われるも機関等が戦闘航海に差支えがあったため、リンガ泊地に進出して同地に停泊中の連合艦隊の諸艦艇に対する補給活動に専念した。10月23日にセレター軍港に到着後は行動する事はなかった。また特務艦長長谷部喜蔵大佐（海兵40期）は、昭和19年1月16日にアメリカ潜水艦レッドフィン (USS Redfin, SS-272) の雷撃により大破した駆逐艦「天津風」の駆逐艦長を1945年（昭和20年）2月10日まで兼ねた。中破した状態で終戦を迎え、イギリス海軍に接収された後、1946年（昭和21年）に海没処分された。1947年（昭和22年）5月3日に除籍。

## 特務艦長
※脚注無き限り『日本海軍史』第9巻・第10巻の「将官履歴」に基づく。
艤装員長
- 近藤直方 大佐：1923年4月1日 - 1923年9月1日
- （心得）青木国太郎 中佐：1923年9月1日[33] - 1924年4月1日[34]

特務艦長
- （心得）青木国太郎 中佐：1924年4月1日[34] -
- 青木国太郎 大佐：不詳 - 1924年12月1日[35]
- 大谷喜四郎 大佐：1924年12月1日[35] - 1925年5月25日[36]
- 山口清七 中佐：1925年5月25日 - 1925年12月1日
- 寺本武治 中佐：1925年12月1日 - 1926年4月1日
- 牧瑛 大佐：1926年4月1日[37] - 1926年5月20日[38]
- 緒方三郎 大佐：1926年5月20日[38] - 1926年11月1日[39]
- 坪井丈左衛門 中佐：1926年11月1日[39] - 1927年5月1日[40]
- 児山八郎 大佐：1927年5月1日[40] - 1927年11月1日[41]
- 日暮豊年 中佐：1927年11月1日 - 1928年8月1日
- 糟谷宗一 中佐：1928年8月1日 - 1928年12月4日
- 川名彪雄 中佐：1928年12月4日 - 1929年5月1日
- 牧兼幸 中佐：1929年5月1日[42] - 1929年11月15日[43]
- 原精太郎 中佐：1929年11月15日 - 1930年7月26日
- 高橋頴雄 中佐：1930年7月26日 - 1930年11月10日
- 星野倉吉 中佐：1930年11月10日[44] - 1931年4月5日[45]
- 徳重佐一郎 中佐：1931年4月5日[45] - 1931年8月15日[46]
- 三川軍一 大佐：1931年8月15日 - 1931年12月1日
- 飯倉克已 中佐：1931年12月1日[47] - 1932年1月25日[48]
- 中山道源 大佐：1932年1月25日 - 1932年12月1日
- 実吉敏郎 中佐：1932年12月1日[49] - 1933年11月15日[50]
- 中村季雄 中佐：1933年11月15日[50] - 1934年8月25日[51]
- 大塚幹 中佐：1934年8月25日 - 1935年10月7日
- 佐藤慶蔵 中佐：1935年10月7日[52] - 1936年10月7日[53]
- 水崎正次郎 大佐：1936年10月7日 - 1936年12月1日
- 水井静治 大佐：1936年12月1日 - 1937年11月19日[54]
- 清田孝彦 中佐/大佐：1937年11月19日 - 1938年6月20日
- 三浦友三郎 大佐：1939年2月10日 - 1939年9月28日
- （兼）有賀武夫 大佐：1939年9月28日[55] - 1939年11月15日
- 近藤為次郎 大佐：1939年11月15日[56] - 1940年10月15日[57]
- 松良考行 大佐：1940年10月15日 - 1942年5月15日
- 中尾八郎 予備大佐：1942年5月15日 - 1943年4月15日
- 長谷部喜蔵 大佐：1943年8月17日 - （兼「天津風」駆逐艦長： - 1945年2月10日）

## 同型艦
- 隠戸（おんど） - 鳴戸（なると）